# 交错级数判别法
交错级数审敛法（Alternating series test）是证明无穷级数收敛的一种方法，最早由戈特弗里德·莱布尼茨发现，因此该方法通常也称为莱布尼茨判别法或莱布尼茨准则。
具有以下形式的级数
{\displaystyle \sum _{n=0}^{\infty }(-1)^{n}a_{n}\!}
其中所有的an 非负，被称作交错级数，如果当n趋于无穷时，数列an的极限存在且等于0，并且每个an小于或等于an-1（即，数列an是单调递减的），那么级数收敛．如果L是级数的和
{\displaystyle \sum _{n=0}^{\infty }(-1)^{n}a_{n}=L\!}
那么部分和
{\displaystyle S_{k}=\sum _{n=0}^{k}(-1)^{n}a_{n}\!}
逼近L有截断误差
{\displaystyle \left|S_{k}-L\right\vert \leq \left|S_{k}-S_{k-1}\right\vert =a_{k}\!}

## 证明
我们假设级数具有形式{\displaystyle \sum _{n=0}^{\infty }(-1)^{n}a_{n}\!}．当{\displaystyle n}趋于无穷时，数列{\displaystyle a_{n}}的极限等于0，并且每个  {\displaystyle a_{n}}小于或等于{\displaystyle a_{n-1}}（即{\displaystyle a_{n}}是单调递减数列）．

### 收敛性证明
给定数列前 {\displaystyle (2n+1)} 项的部分和 {\displaystyle S_{2n+1}=a_{0}+\left({-a_{1}+a_{2}}\right)+\left({-a_{3}+a_{4}}\right)+\ldots +\left({-a_{2n-1}+a_{2n}}\right)-a_{2n+1}}．由于每个括号内的和非正，并且 {\displaystyle a_{2n+1}\geq 0} ，那么前 {\displaystyle (2n+1)} 项的部分和不大于 {\displaystyle a_{0}}.
并且每个部分和可写做 {\displaystyle S_{2n+1}=\left({a_{0}-a_{1}}\right)+\left({a_{2}-a_{3}}\right)+\ldots +\left({a_{2n}-a_{2n+1}}\right)}．每个括号内的和非负．因此，级数 {\displaystyle S_{2n+1}} 单调递增：对任何 {\displaystyle n\in N} 均有：{\displaystyle S_{2n+1}\leq S_{2n+3}}.
结合以上两段论述，由单调收敛定理可得，存在数 {\displaystyle s} 使得  {\displaystyle \lim _{n\to \infty }S_{2n+1}=s}.
由于 {\displaystyle S_{2n}=S_{2n+1}-a_{2n+1}} 并且 {\displaystyle \lim _{n\to \infty }a_{n}=0} ，那么 {\displaystyle \lim _{n\to \infty }S_{2n}=s}．给定数列的和为 {\displaystyle \lim _{n\to \infty }S_{2n}=\lim _{n\to \infty }S_{2n+1}=s} ，其中 {\displaystyle s} 为有限数，从而数列收敛．

### 部分和截断误差的证明
在收敛性的证明过程中，我们发现{\displaystyle S_{2n+1}}是单调递增的．由于{\displaystyle S_{2n}=a_{0}+\left(-a_{1}+a_{2}\right)+\ldots +\left(-a_{2n-1}+a_{2n}\right)}，并且括号中的每一项是非正的，这样可知{\displaystyle S_{2n}}是单调递减的．由先前的论述，{\displaystyle \lim _{n\to \infty }S_{2n}=L}，因此{\displaystyle S_{2n}\geq L}．类似的，由于{\displaystyle S_{2n+1}}是单调递增且收敛到{\displaystyle L}，我们有{\displaystyle S_{2n+1}\leq L}．因此我们有{\displaystyle S_{2n+1}\leq L\leq S_{2n}}对所有的n均成立．
因此如果k是奇数我们有{\displaystyle |L-S_{k}|=L-S_{k}\leq S_{k+1}-S_{k}=a_{k+1}\leq a_{k}}，而如果k是偶数我们有{\displaystyle |L-S_{k}|=S_{k}-L\leq S_{k}-S_{k-1}=a_{k}}．

## 参阅
- 狄利克雷判别法

## 图书资料
- Knopp，Konrad，"Infinite Sequences and Series"，Dover publications，Inc.，New York，1956．(§ 3.4) ISBN 0-486-60153-6

- Whittaker，E．T.，and Watson，G．N.，A Course in Modern Analysis，fourth edition，Cambridge University Press，1963．(§ 2.3) ISBN 0-521-58807-3

- Last，Philip，"Sequences and Series"，New Science，Dublin，1979．(§ 3.4) ISBN 0-286-53154-3